# Свято двох дев'яток
Свято подвійної дев'ятки або Свято двох дев'яток (кит. спр. 重九, піньїнь: Chóngjiǔ, також кит. трад. 重陽節, спр. 重阳节, піньїнь: Chóngyángjié, у Гонконзі англ. Chung Yeung Festival, у В'єтнамі в'єт. Tết Trùng Cửu) — традиційне осіннє свято в Китаї. Відзначається в дев'ятий день дев'ятого місяця китайського традиційного календаря.

## Культова основа
Згідно з І Цзин, дев'ять — число «янь»; дев'ятий день дев'ятого місяця за місячним календарем (двічі по дев'ять) має величезну силу янь і саме тому потенційно небезпечне. Для попередження й подолання пов'язаного з цим негативного впливу традиція велить піднятися на високу гору, пити Хризантемове вино і носити гілочки кизила лікарського, оскільки хризантеми та кизил вважаються очисними рослинами.

## Міфологія
Згідно з легендою, походження свята пов'язане з першим імператором династії Хань, Лю Баном. При його дворі на дев'ятий день дев'ятого місяця за місячним календарем імператор і його оточення одягали на себе гілки кизилу лікарського, їли рисові коржі й пили хризантемове вино, щоб розвіяти погані прикмети і забезпечити довголіття. Після смерті імператора Лю Бана (195 р. до н. е.) Імператриця Люй Чжи жорстоко розправилася з улюбленою наложницею імператора Ци. Одна зі служниць наложниці Ци покинула палац і вийшла заміж за простолюдина. Саме завдяки їй це свято поширилося серед простих людей.

## Обряди
У цей день китайці традиційно їдять п'ятишарові пироги (кит. спр. 重阳糕, піньїнь: chóngyánggāo), прикрашені прапорцем, що символізує кизил. Більшість людей п'ють хризантемовий чай, а суворі охоронці традицій — домашнє хризантемове вино. Діти в школі вчать вірші про хризантеми, а в деяких містах влаштовується виставка хризантем. Популярні також змагання по сходженню в гори. Переможці отримують вінок з гілок кизилу.

## Вшанування предків
Давньою традицією даного свята є обряд вшанування предків. За звичаєм, у цей день старші в роду чоловіки вбивають на могилі предка свиню. За існуючим повір'ям, дух предка, який не отримав щорічної жертви, вмирає назавжди, і не може більше дбати про добробут нащадків.
У 1966 році Китайська Республіка (Тайвань) перейменувала свято на «День людей похилого віку».

## Дати
Григоріанський календар:
- 2008 — 7 жовтня
- 2009 — 26 жовтня
- 2010 — 16 жовтня
- 2011 — 5 жовтня
- 2012 — 23 жовтня
- 2013 — 13 жовтня
- 2014 — 2 жовтня
- 2015 — 21 жовтня
- 2016 — 9 жовтня
- 2017 — 28 жовтня
- 2018 — 17 жовтня
- 2019 — 7 жовтня
- 2020 — 25 жовтня
- 2021  — 14 жовтня
- 2022  — 4 жовтня
- 2023  — 23 жовтня